# 北塞浦路斯签证政策
截至目前，大多數旅客以旅遊為目的且前往北塞浦路斯土耳其共和國時，無需預先获得签证，其中，欧盟国家、冰岛、列支敦士登、挪威、瑞士及土耳其公民甚至可以无需护照，而持身份证入境。

## 签证政策
所有国家和地區的護照持有人皆可以獲得免签证待遇進入北塞浦路斯最長90天，然而以下国家和地區在出發前必須向北塞浦路斯的領事館申請簽證：
- 亞美尼亞
- 奈及利亞

以下的國家和地區的護照持有人禁止透過任何交通方式進入北塞浦路斯[2]：
由2015年5月起，所有從賽普勒斯入境的旅客皆不再獲得落地簽證待遇。
旅客如在入境時得到少於90天的逗留期限，可向北尼科西亞的警察總部入境事務處申請延長簽證至最長90天。如需逗留更長時間，可於第90日免簽期滿當日離境後重新入境。逾期居留者將會在下次入境時被徵收每天100.23土耳其里拉罰款。

## 护照豁免
以下國家和地區的公民如沒有在北塞浦路斯取得工作簽證或永久居留權，也可攜帶國民身份證逗留北塞浦路斯，最長為90天：
- 土耳其
- 欧洲联盟
- 英國

## 参看
- 北塞浦路斯公民签证要求
- 土耳其签证政策
- 申根地区签证政策

## 外部連結
- 签证规定—北塞浦路斯土耳其共和国外交部